# Stanisław Barzdo
Stanisław Barzdo (ur. 6 stycznia 1916, zm. 4 maja 1942) – porucznik obserwator Polskich Sił Powietrznych w Wielkiej Brytanii, kawaler Krzyża Srebrnego Orderu Wojennego Virtuti Militari.

## Życiorys
Absolwent Szkoły Podchorążych Piechoty w Komorowie. Na stopień podporucznika został mianowany ze starszeństwem z 1 października 1938 i 290. lokatą w korpusie oficerów piechoty. W marcu 1939 pełnił służbę w 83 pułku piechoty w Kobryniu na stanowisku dowódcy plutonu.
Po kampanii wrześniowej przedostał się do Wielkiej Brytanii, gdzie wstąpił do RAF (otrzymał numer służbowy P-0079). W 18 Operational Training Unit (Jednostka Szkolenia Operacyjnego) odbył przeszkolenie jako nawigator. Następnie służył w 305 Dywizjonie Bombowym Ziemi Wielkopolskiej im. Marszałka Józefa Piłsudskiego. 26 września 1941 roku w czasie powrotu z zadania bojowego znad Kolonii sześciu samolotów 305 dywizjonu jeden uległ wypadkowi przy lądowaniu. Z sześcioosobowej załogi zginęło 4 lotników, a dwóch zostało ciężko rannych w tym Stanisław Barzdo.
Dnia 4 maja 1942 roku załoga w składzie por. Antoni Jankowski, por. Stanisław Barzdo, Tadeusz Zagórski, Stanisław Gross, Władysław Wieraszka, Mieczysław Nowotarski wykonywała zadanie bojowe polegające na bombardowaniu Hamburga. W locie powrotnym ich samolot Vickers Wellington II został zestrzelony nad Morzem Północnym. Cała załoga zginęła. Zostali pochowani we wspólnym grobie w Slaglille w Danii.
Stanisław Barzdo pośmiertnie został odznaczony Orderem Virtuti Militari nr 9353.